# 2022年れいわ新選組代表選挙
2022年れいわ新選組代表選挙（2022ねんれいわしんせんぐみだいひょうせんきょ）は2022年12月18日に執行された日本の政党であるれいわ新選組の代表を決定するための選挙である。

## 概説
2019年の結党時から代表であった山本太郎の任期満了に伴って実施されるれいわ新選組の代表選挙である。12月8日に党の公式YouTubeチャンネルで告示され、3陣営から4名が立候補した。選挙期間は告示日の8日から18日までで、最終日の18日に開票。
立候補者は届け出順に山本太郎、大石晃子・櫛渕万里、古谷経衡。2022年11月14日から11月22日にかけて行われた代表選挙・プレ選挙（後述）によって共同代表制が導入されたため、立候補者は4人だが陣営としては3つである。

### 立候補の規定と投票方法
れいわ新選組代表選挙規則第6条によると、代表選挙の告示日に、党所属国会議員１人以上の推薦状を添えて、代表選管に届け出ることを要する。また、代表選管職員は推薦人になることができないとされており、この点においては自由民主党総裁選挙や立憲民主党代表選挙などと一致している。しかし、この規定では、自民党の総裁公選規程第9条や立憲民主党代表選挙規定第6条のように国会議員が立候補者の条件となっていないため、外部からの立候補が事実上可能な形となっている（現に、立候補者の1人である古谷経衡は同党所属の国会議員でもなれけば、一般党員ですらなく、所属していない。）。選挙権は党所属の国会議員、政党役員、地方議員、公認予定者、れいわオーナーズ、れいわフレンズに与えられる。国会議員と政党役員の計9人がそれぞれ1票を持つため、合計で9票持つ。地方議員と公認予定者の計46人とオーナーズの5743人は国会議員・政党役員の人数から1を減じた数から2を除した票を持つため、それぞれ4票持つ。それを得票数によって比例按分される。一方で、れいわフレンズの7332人は1票しか持たないため、得票率の最も高い候補にその票が入る。

### 代表
- 選挙時：山本太郎（初代目）
- 選挙後：山本太郎（2代目）

### 告示
- 2022年（令和4年）12月8日

### 投票日
- 2022年（令和4年）12月18日

### 選挙制度

#### 選挙権
- オーナーズ、フレンズ(2022年12月7日までに登録している者)

- 地方議員・公認候補予定者

- 国会議員・党役員

#### 被選挙権
- 同党国会議員1人以上の推薦を得た者

#### 有権者
- オーナーズ:5473人

- フレンズ:7332人

- 地方議員・公認候補予定者:46人

- 国会議員・党役員:9人

- オーナーズ5473人、フレンズ7332人はマイページで投票、地方議員・公認候補予定者46人はハガキで投票、国会議員・党役員9人は直接、会場で投票をそれぞれ行う。

### 選挙管理委員会
委員長：高井崇志

## 立候補者
届出順
|  | 候補者名          | 肩書                        | 推薦人           |
|  | ----------------- | --------------------------- | ---------------- |
|  | 山本太郎          | 参議院議員 党代表           | 山本太郎（自薦） |
|  | 大石晃子 櫛渕万里 | 衆議院議員 党共同代表（仮） | 天畠大輔         |
|  | 古谷経衡          | 作家                        | 舩後靖彦         |

## 選挙結果
投開票の結果、山本太郎が過半数を獲得して、新代表に選出された。
| 氏名              | 得票 | オーナーズ  | フレンズ | 地方      | 役員 |
| ----------------- | ---- | ----------- | -------- | --------- | ---- |
| 山本太郎          | 8.83 | 2.32 (2658) | 1 (2908) | 2.51 (22) | 3    |
| 櫛渕万里 大石晃子 | 4.36 | 0.79 (909)  | 0 (846)  | 0.57 (5)  | 3    |
| 古谷経衡          | 3.81 | 0.89 (1025) | 0 (1020) | 0.91 (8)  | 2    |

（括弧内は実投票数）